# Limnonectes macrognathus
Espèce
Synonymes
- Rana macrognathus Boulenger, 1917

Statut de conservation UICN

 LC  : Préoccupation mineure
Limnonectes macrognathus est une espèce d'amphibiens de la famille des Dicroglossidae.

## Répartition
Cette espèce se rencontre en Birmanie, en Thaïlande et en Malaisie péninsulaire.

## Description
L'holotype mesure 57 mm.

## Publication originale
- Boulenger, 1917 : Description of news Frogs of the Genus Rana. Annals and Magazine of Natural History, sér. 8, vol. 20, p. 413-418 (texte intégral).